# Vladas Mieželis
Vladas Mieželis, litovski general, * 1894, † 1966.